# Himantura uarnak
La pastinaca reticolata (Himantura uarnak (Gmelin, 1789)) è un pesce cartilagineo della famiglia dei Dasiatidi.

## Descrizione

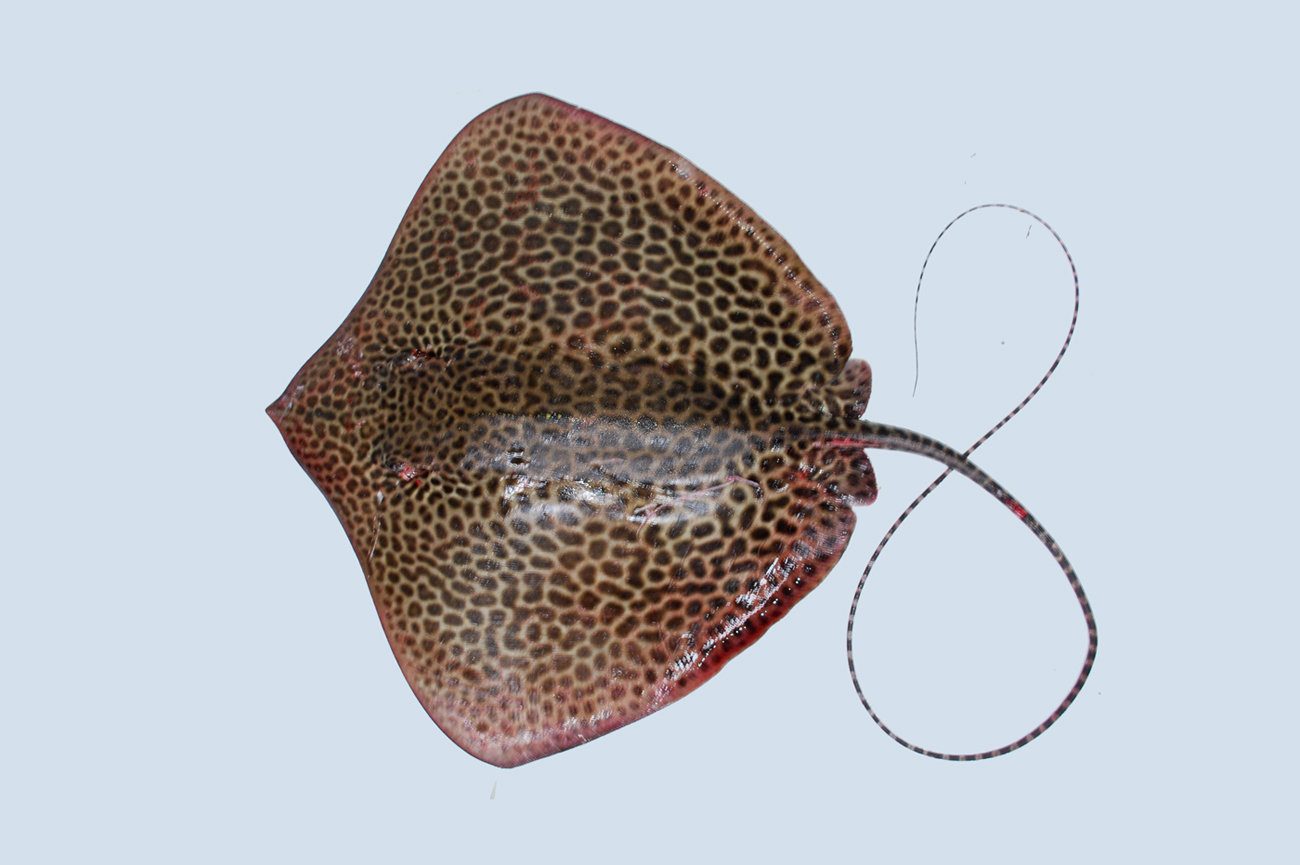

Ha un corpo di forma romboidale, largo sino a 125 cm, con apice delle pinne pettorali arrotondato e una lunga coda a forma di frusta, 2,5-3,5 volte più lunga del corpo, dotata di un aculeo seghettato in prossimità della base. La superficie superiore del corpo è per lo più liscia, con una fila di piccoli tubercoli appiattiti che va dagli occhi alla base della coda.

Il colore della livrea è variabile in rapporto all'età e alla localizzazione geografica. Gli adulti hanno un pattern dorsale con un reticolo di macchie marrone scuro su uno sfondo che va dal beige al giallo-marrone, con bande più chiare sui lati. La parte ventrale è chiara. I giovani sono giallastri con piccole macchie scure.

## Biologia
È una specie demersale che trascorre gran parte del tempo sui fondali, ricoperto dalla sabbia o dal fango.

### Alimentazione
Si nutre di pesci, crostacei e molluschi.

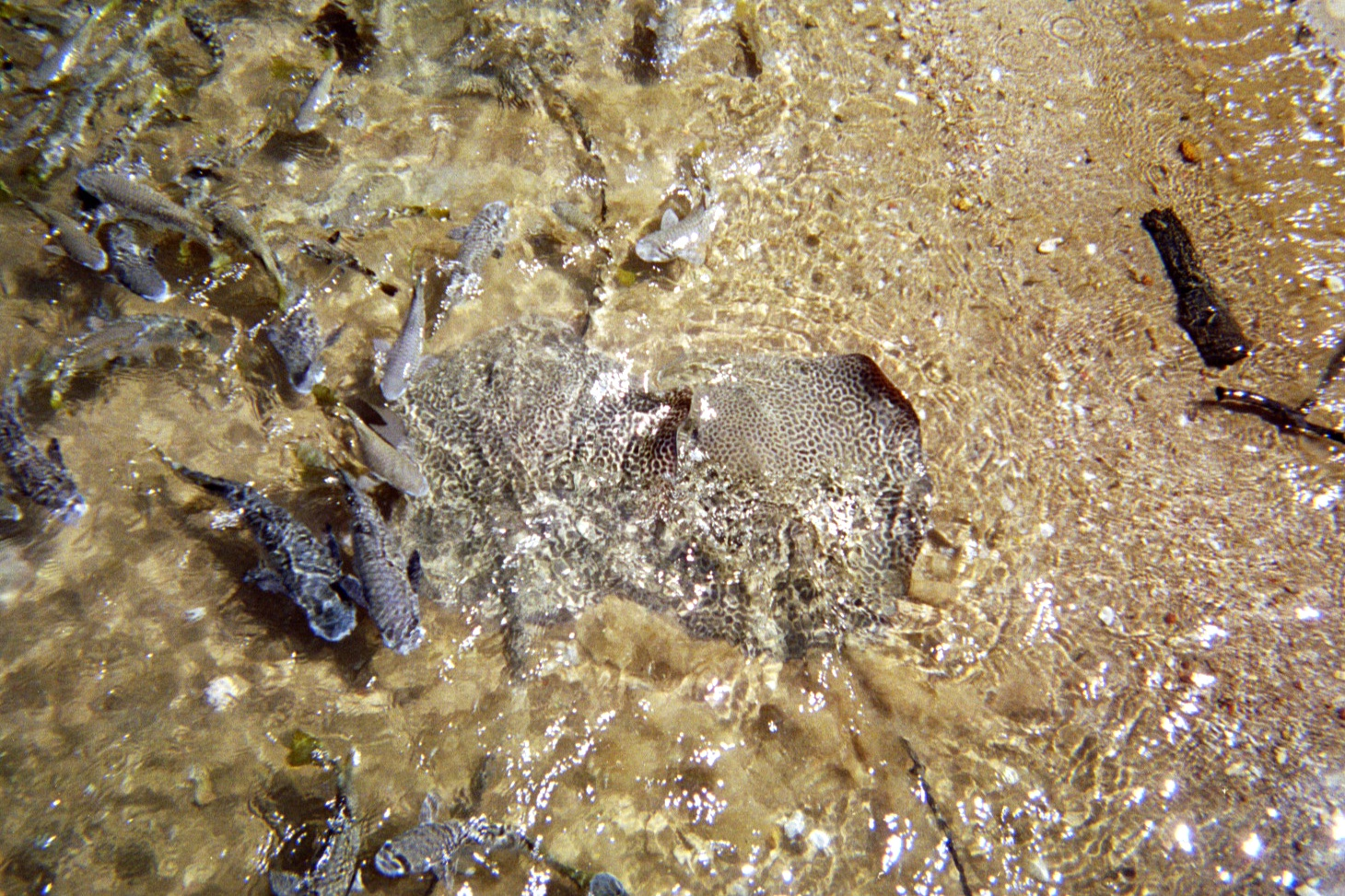
Due esemplari che cacciano un gruppo di pesci presso Darwin, in Australia

### Riproduzione
È una specie ovovivipara, che raggiunge la maturità sessuale verso i 4 anni di età. La gestazione dura circa un anno, al termine dei quali la femmina partorisce 3-5 piccoli di circa 20 cm di diametro.

## Distribuzione e habitat
Questa specie è ampiamente distribuita in tutto l'Indo-Pacifico, dal Sudafrica al mar Rosso ad ovest, spingendosi a est attraverso il subcontinente indiano e il sud-est asiatico, sino a Taiwan e alle isole Ryukyu a nord, e alla Nuova Guinea e all'Australia settentrionale a sud. In epoca recente ha anche colonizzato, attraversando il canale di Suez, il Mediterraneo orientale (migrazione lessepsiana).
È una specie eurialina che spesso penetra negli estuari dei fiumi.